# NHKラジオ学校放送
NHKラジオ学校放送（エヌエイチケイラジオがっこうほうそう）は日本放送協会の学校放送ラジオ番組の総称。当時の表記で旧字体の漢字は新字体、歴史的仮名遣は現代仮名遣いで記述する。

## 番組一覧
| 番組名                  | 放送期間                       |
| ----------------------- | ------------------------------ |
| 大阪中央放送局 学校放送 | 1933年09月01日 - 1935年4月13日 |
| 全国学校放送            | 1935年04月15日 - 1941年3月31日 |
| 国民学校放送            | 1941年04月01日 - 1945年3月31日 |
| ラジオ学校放送          | 1945年10月22日 - 1947年3月     |

| 番組名               | 対象           | 放送期間                       |
| -------------------- | -------------- | ------------------------------ |
| 幼児の時間           | 幼稚園・保育所 | 1945年10月01日 - 1969年4月05日 |
| 幼稚園・保育所の時間 | 幼稚園・保育所 | 1969年04月07日 - 2011年3月26日 |
| 小学校の時間         | 小学校         | 1947年04月00日 - 2014年3月27日 |
| 中学校の時間         | 中学校         | 1947年09月04日 - 1995年3月17日 |
| 高等学校の時間       | 高等学校       | 1951年04月00日 - 1995年4月01日 |
| NHK高校講座          | 高等学校       | 1953年04月00日 -               |
| 定時制高校の時間     | 高等学校       | 1960年04月00日 - 1989年4月01日 |
| ラジオクラブ         | 学校長期休暇   | 1950年07月00日 - 2014年3月27日 |
| ひる休みのおくりもの | 昼休み         | 1955年07月04日 - 1982年4月03日 |

| 番組名         | 放送期間                       |
| -------------- | ------------------------------ |
| 教師の時間     | 1945年10月22日 - 1953年3月     |
| PTAの時間      | 1949年09月00日 - 1952年9月00日 |
| 私たちのPTA    | 1952年09月00日 - 1953年3月     |
| 家庭と学校     | 1953年04月00日 - 1959年3月     |
| 教育相談室     | 1956年04月00日 - 1962年4月01日 |
| 勉強のさせ方   | 1956年11月00日 - 1962年3月30日 |
| 教育時評       | 1962年04月08日 - 1967年4月01日 |
| 放送教育相談室 | 1964年04月12日 - 1982年4月04日 |
| 教育界の話題   | 1967年04月08日 - 1968年3月31日 |
| 教師の時間     | 1968年04月06日 - 1995年4月02日 |
| 教育ジャーナル | 1995年04月09日 - 1997年4月06日 |

## 学校放送前史
ラジオ黎明期に日本放送協会の社会教育課が担当した児童向け教育番組として『子供の時間』、『コドモの新聞』がある。18時台の放送で学校から帰宅した児童が在宅で聴取する番組だった。
ラジオ受信機の普及台数が50万台を超えた1929年、聴取者の増加で教育番組に対する期待と要望が多くなり、第2放送の増設が認められた。1930年12月10日から始まった第2放送（東京中央放送局）の試験放送では小学生向け教育番組を12:05-12:35に編成したが、1931年4月6日に始まった本放送では、小学生向け教育番組が放課後の時間に変更され、学校放送（学校の授業時間に放送される番組）の実施は見送られた。第2放送の教育番組は義務教育を終えた人のための「普通学講座」や、社会人のための「国民講座」が中心となる。
1931年8月、東京中央放送局ではラジオ受信機を東京市内の300余りの小学校に提供し、3週間にわたって「夏季ラジオ体操の会」を開催。終了後もラジオ受信機をそのまま学校に設置することとなり、学校放送の試験番組を実施することとなった。放送期間は1931年9月2日から9月12日。尋常小学校5・6年を対象にした番組で午前の部が「読本の読み方とお話」、午後の部が関東各府県の歴史に関する「我等の歴史」を放送した。
東京・大阪・名古屋・広島・静岡などの放送局では1932年の夏休みに小学生を対象にした「夏季特別講座」を放送しているが、学校の授業時間に活用される本格的な学校放送はまだ実現していなかった。札幌中央放送局では1932年11月から1年間、小学校5・6年を対象にした講話を毎月2回、12:00-12:30の時間に放送したが、教師用テキストを発行せず、学校に対する予告も不十分であった。

## 大阪独自の学校放送

### 基礎情報
- 放送期間：1933年9月1日 - 1935年4月13日
- 放送局：日本放送協会大阪中央放送局 第2放送
- 教師用テキスト（毎週木曜日発行）
  - 教育放送通信（第1号 - 第5号、1934年1月11日 - 1934年2月8日）
  - 教養講座通信（第6号 - 第62号、1934年2月15日 - 1935年4月11日）

### 解説
日本放送協会の各中央放送局（現在の拠点局）では、それぞれ自主性を持ち、放送番組においても事業運営においても競争していた。特に東京と大阪のライバル意識は強く、第2放送を野球などのスポーツ中継に活用し始めた東京中央放送局に対し、大阪中央放送局は第2放送の開局と同時に本格的な学校放送を開始しようと計画。1932年8月、奈良女子高等師範学校の西本教授を嘱託として第2放送による教育番組の研究を委嘱した。
1933年6月26日、大阪中央放送局の第2放送が開局。2学期開始の9月1日から日本初の本格的な学校放送が開始される。幼稚園・尋常小学校1年向けの「幼児の時間」は授業時間中に放送されるが、「学校へのラジオ体操」は授業時間前、「学校への音楽」は昼休み、「小学生の時間」と「教師の時間」は放課後に放送された。
1934年1月11日から教師用テキスト「教育放送通信」を毎週木曜日に発行することとなった。逓信省から「教育放送」という名称は文部省を刺激するから改題して欲しいという意見が出され、第6号から「教養講座通信」に改題した。その背景にラジオ放送の教育番組に対する、逓信省と文部省の管轄権問題があり、学校放送の本格実施が遅れた一つの原因になっていた。

### 放送番組
| 放送時間    | 番組枠       | 番組内容                 | 備考                         |
| ----------- | ------------ | ------------------------ | ---------------------------- |
| 07:50-08:00 | ラジオ体操   | 学校へのラジオ体操       | 11月から翌年3月は08:50-09:00 |
| 10:20-10:30 | 幼児の時間   | 音楽唱歌、連続童話       | 対象：幼稚園、尋常小学校1年  |
| 12:05-12:40 | 昼間の時間   | 学校への音楽             |                              |
| 14:00-14:30 | 小学生の時間 | 課外講座                 | 対象：尋常小学校、高等小学校 |
| 15:40-16:00 | 教師の時間   | 学校教育法講座、課外講演 |                              |

## 全国学校放送

### 基礎情報
- 放送期間：1935年4月15日 - 1941年3月31日
- 放送局：日本放送協会 第1放送（全国放送）[1]
- 教師用テキスト
  - 学校放送（1935年4月 - 1938年3月）
  - 教養放送 学校放送号（1938年4月 - 1941年3月）

### 解説
1933年4月15日、学校放送の日本全国放送が始まった。当時、東京・大阪・名古屋だけの開局となっていた第2放送ではなく、日本全国同時放送を実現させるため第1放送で放送された。

### 放送番組
| 時間        | 番組枠             | 番組内容                                                                                  |
| ----------- | ------------------ | ----------------------------------------------------------------------------------------- |
| 07:50-08:00 | ラジオ体操         | 学校向けラジオ体操                                                                        |
| 08:00-08:10 | 朝礼の時間         | 国歌「君が代」斉唱 朝礼訓話「学校放送の開始にあたって」文部大臣 松田源治                  |
| 11:00-11:10 | 尋常一、二年の時間 | 唱歌 日の丸の旗（新訂尋常小学唱歌第1学年用） 唱歌 よい音楽 ※指導：学習院大学教授 小松耕輔 |
| 15:10-15:40 | 教師の時間         | 「学校放送の開始に際して」東京帝国大学教授 春山作樹                                       |

| 時間        | 番組枠       | 月曜     | 火曜 | 水曜 | 木曜 | 金曜 | 土曜 |
| ----------- | ------------ | -------- | ---- | ---- | ---- | ---- | ---- |
| 07:50-08:00 | ラジオ体操   | ○        | ○    | ○    | ○    | ○    | ○    |
| 08:00-08:10 | 朝礼の時間   | ○        | -    | -    | -    | -    | -    |
| 10:10-10:20 | 幼児の時間   | -        | ○    | -    | -    | -    | -    |
| 11:00-11:10 | 小学生の時間 | 尋一、二 | -    | -    | -    | -    | -    |
| 14:00-14:20 | 小学生の時間 | -        | 尋三 | -    | 尋四 | -    | -    |
| 14:40-15:10 | 小学生の時間 | -        | 高一 | 高二 | 尋五 | 尋六 | -    |
| 15:10-15:40 | 教師の時間   | ○        | -    | ○    | -    | ○    | -    |

| 時間        | 番組枠       | 月曜 | 火曜 | 水曜   | 木曜   | 金曜   | 土曜 |
| ----------- | ------------ | ---- | ---- | ------ | ------ | ------ | ---- |
| 07:55-08:30 | 朝礼訓話     | ○    | -    | -      | -      | -      | -    |
| 09:45-10:00 | 幼児の時間   | ○    | ○    | ○      | ○      | ○      | ○    |
| 11:00-11:40 | 小学生の時間 | 尋一 | 尋二 | 尋三   | 尋四   | 低学年 | -    |
| 14:00-14:30 | 小学生の時間 | 尋五 | 尋六 | 高等科 | 高等科 | 高学年 | -    |
| 15:30-16:00 | 教師の時間   | ○    | ○    | ○      | ○      | ○      | -    |

## 国民学校放送

### 基礎情報
- 放送期間：1941年4月1日 - 1945年3月31日
- 放送局：日本放送協会 全国放送（第1放送）[1]
- 教師用テキスト（隔週発行、1941年4月 - 1944年3月）
  - 国民学校放送
  - 戦時国民学校放送

### 解説
1941年4月1日に施行された国民学校令により、「国民学校放送」に改題、戦争色の濃い放送を行った。
1941年9月2日、文部省は学校放送を正式に教材として公認し、その番組を指定した。
戦況の悪化により、印刷用紙統制によって紙の供給が得られなくなり、1944年3月をもって教師用テキストが休刊。また、放送設備と受信機用の真空管が不足し、現存する真空管の寿命を長持ちさせるため、1945年3月31日をもって「国民学校放送」を休止。代わりに18時台の「少国民の時間」で学校向け番組を代替放送することとなった。

### 放送番組
| 時間        | 月曜             | 火曜             | 水曜             | 木曜             | 金曜             | 土曜             |
| ----------- | ---------------- | ---------------- | ---------------- | ---------------- | ---------------- | ---------------- |
| 07:50-08:00 | 学校向ラジオ体操 | 学校向ラジオ体操 | 学校向ラジオ体操 | 学校向ラジオ体操 | 学校向ラジオ体操 | 学校向ラジオ体操 |
| 08:00-08:10 | 朝礼訓話         | -                | -                | -                | -                | -                |
| 10:00-10:15 | 幼児の時間       | 幼児の時間       | 幼児の時間       | 幼児の時間       | 幼児の時間       | 幼児の時間       |
| 11:00-11:20 | 一年生 の時間    | 二年生 の時間    | 三年生 の時間    | 四年生 の時間    | 中学年 の時間    | 低学年 の時間    |
| 14:00-14:30 | 五年生 の時間    | 六年生 の時間    | 高等科 の時間    | 高等科 の時間    | 高学年 の時間    | -                |
| 16:00-16:30 | 教師の時間       | 教師の時間       | 教師の時間       | 教師の時間       | 教師の時間       | -                |

| 放送日    | 番組                                           | 放送者                        |
| --------- | ---------------------------------------------- | ----------------------------- |
| 08日 月曜 | 朝礼訓話                                       | 文部次官 菊池豊三郎           |
| 09日 火曜 | 詔書棒読                                       | 文部大臣 橋田邦彦             |
| 09日 火曜 | お話と軍歌「勝利をわれ等に」                   | 海軍少将 日暮豊年             |
| 09日 火曜 | 教師の時間「戦時の国民教育」                   | 文部大臣 橋田邦彦             |
| 10日 水曜 | 朗読と劇「軍旗」                               | 東京赤羽国民学校 児童         |
| 10日 水曜 | 教師の時間「戦時教育資料の解説」               |                               |
| 11日 木曜 | 朗読と軍歌「心は躍る・萬歳」                   | 南啓治                        |
| 11日 木曜 | 戦時下職業戦士の心構え                         | 谷野厳                        |
| 11日 木曜 | 教師の時間「戦時の国民教育」                   | 東京文理科大学学長 河原春作   |
| 12日 金曜 | お話「日本のこども心は一つ」                   | 金沢嘉市                      |
| 12日 金曜 | 戦線地理「ハワイとマレー半島」                 | 岡川曲治                      |
| 12日 金曜 | 教師の時間「戦時の国民教育」                   | 東京帝国大学助教授 海後宗臣   |
| 13日 土曜 | 学校新聞                                       |                               |
| 15日 月曜 | 朝礼訓話                                       | 海軍中将 出光万兵衛           |
| 15日 月曜 | お話と音楽「ツヨイ日本兵タイサン」             | 白倉文伴                      |
| 15日 月曜 | 朗読「海の荒鷲」                               | 南啓治                        |
| 15日 月曜 | 教師の時間「戦時の国民教育」                   | 伯爵 二荒芳徳                 |
| 16日 火曜 | 勇ましい音楽                                   | 東京子供唱歌隊                |
| 16日 火曜 | お話「戦はんかな時いたる」                     | 上田俊次                      |
| 16日 火曜 | 教師の時間「戦時の国民教育」                   | 帝国教育会理事 大島正徳       |
| 17日 水曜 | 朝礼訓話                                       | 海軍中将・子爵 小笠原長生     |
| 17日 水曜 | お話「敵前上陸」                               | 陸軍少佐 山口達春             |
| 17日 水曜 | 綴方発表「その日の感激」                       | 国民学校児童5名               |
| 17日 水曜 | 教師の時間「戦時に於ける芸能科教材の取扱」     | 文部省図書監修官 角南元一     |
| 18日 木曜 | お話「航空母艦の活躍」                         | 海軍大尉 木場一丸             |
| 18日 木曜 | お話「大東亜戦争と少国民の覚悟」               | 鶴見祐輔                      |
| 18日 木曜 | 教師の時間「戦時に於ける国民科国語教材の取扱」 | 文部省図書監修官 松田武夫     |
| 19日 金曜 | お話「海軍大将のお母さん」                     | 久留島武彦                    |
| 19日 金曜 | 戦線地理「グアム島」                           | 山下正雄                      |
| 19日 金曜 | 教師の時間「戦時の国民教育」                   | 東京高等師範学校教授 石山脩平 |
| 20日 土曜 | 朝礼訓話                                       | 男爵 大蔵公望                 |
| 20日 土曜 | 学校新聞                                       |                               |
| 22日 月曜 | お話「ありがとう兵隊さん」                     | 小栗吉郎                      |
| 22日 月曜 | 朗読「少年航空兵の手柄」                       | 海野アナウンサー              |
| 22日 月曜 | 教師の時間「戦時の国民教育」                   | 理学博士 仁科芳雄             |
| 23日 火曜 | 朝礼訓話                                       | 陸軍大将 林銑十郎             |
| 23日 火曜 | 音楽「みくにの光」                             | 東京葛飾国民学校 児童         |
| 23日 火曜 | お話「強く明るく」                             | 文部省図書監修官 倉野憲司     |
| 23日 火曜 | 教師の時間「戦時の国民教育」                   | 東京府青山師範学校教諭 草場弘 |

| 放送日    | 番組                         | 放送者                      |
| --------- | ---------------------------- | --------------------------- |
| 26日 金曜 | 南方発展物語「山田長政」     | 白石宏                      |
| 26日 金曜 | 音楽「輝く勝利」             | 東京市大和田国民学校 児童   |
| 27日 土曜 | 南方発展物語「呂宗助左衛門」 | 小川市郎                    |
| 27日 土曜 | 音楽「征け太平洋」           | 東京市御徳国民学校 児童     |
| 29日 月曜 | 南方発展物語「浜田弥兵衛」   | 三掘一延                    |
| 29日 月曜 | 音楽「大空を征く」           | 東京市大森第一国民学校 児童 |
| 30日 火曜 | 南方発展物語「太田恭三郎」   | 石井広一                    |
| 30日 火曜 | 音楽「進め日本少国民」       | 東京市竹町国民学校 児童     |

主な番組
- 低学年の時間（1年 - 3年）
  - 前線だより
  - 共栄圏童話の旅
- 高学年の時間（4年 - 6年）
  - 軍事講話
  - 戦線地理
- 六年生の時間
  - 大東亜地理
- 高等科の時間（現在の中学校1年 - 2年）
  - 大東亜共栄圏講座
  - 戦争と科学
  - 職業指導講座
主な内容は「就労の喜び」「少年産業戦士の体験発表」「戦時下の女子の職業」「満州開拓団」
- 教師の時間
  - 戦時の国民教育
  - 決戦下国民学校の実践
  - 戦力増強の教育実践

## 終戦直後

### 基礎情報
- 放送期間：1945年10月22日 - 1947年3月
- 放送局：日本放送協会 第1放送
- 教師用テキスト：未発行

### 解説
終戦後、連合国軍最高司令官総司令部（GHQ）の民間情報教育局（CIE）の指導、民間検閲支隊（CCD）の検閲下で学校放送の再開が検討され、1945年10月22日から教師向け番組、1945年12月3日からは児童向け番組が再開された。
当時の学校制度では国民学校のままであったが、終戦後の学校放送再開とともに、番組名から「国民」が外れ、「ラジオ学校放送」としていた。また、国民学校高等科（現在の中学校1年 - 2年）を対象にした番組名が「高等科の時間」（1945年12月 - 1946年3月）→「中等科の時間」（1946年4月 - 12月）→「中等高等科の時間」（1947年1月 - 3月）と短期間に改題されていた。

### 放送番組
| 時間        | 月曜          | 火曜          | 水曜          | 木曜          | 金曜          | 土曜          |
| ----------- | ------------- | ------------- | ------------- | ------------- | ------------- | ------------- |
| 10:15-10:30 | 低学年 の時間 | 二年生 の時間 | 三年生 の時間 | 一年生 の時間 | 二年生 の時間 | 三年生 の時間 |
| 11:00-11:30 | 四年生 の時間 | 高学年 の時間 | 五年生 の時間 | 高学年 の時間 | 六年生 の時間 | 中等科 の時間 |
| 15:30-16:00 | 教師 の時間   | -             | 教師 の時間   | -             | 教師 の時間   | -             |

## 1947年度以降の沿革

### 学制改革
1947年4月の学制改革により、1947年度1学期から小学校向け、2学期から中学校向けの番組が開始された。1947年度2学期から1948年度1学期にかけて一教科集中編成を実施した後、1948年度2学期より本格的な学校放送を再開することができた。
| 時間 | 10:15-10:30                 | 11:00-11:30                   | 15:30-16:00          |
| 枠   | 小学校の時間 低学年         | 小学校の時間 高学年           | 教師の時間           |
| ---- | --------------------------- | ----------------------------- | -------------------- |
| 月曜 | 私たちの新聞 各国児童の音楽 | 教材に関連あるもの 4年        | 論文・研究発表       |
| 火曜 | 教材に関連あるもの 2年      | 最近のできごと 時事問題の解説 | -                    |
| 水曜 | 教材に関連あるもの 3年      | 教材に関連あるもの 5年        | 教授法に関係あるもの |
| 木曜 | 教材に関連あるもの 1年      | 討論                          | -                    |
| 金曜 | 教材に関連あるもの 2年      | 教材に関連あるもの 6年        | 教養に資するもの     |
| 土曜 | 教材に関連あるもの 3年      | デモクラシーの勉強            | -                    |

| 時間                                                                                | 月曜                 | 火曜                 | 水曜                 | 木曜                 | 金曜                 | 土曜                 |
| ----------------------------------------------------------------------------------- | -------------------- | -------------------- | -------------------- | -------------------- | -------------------- | -------------------- |
| 10:15-10:30                                                                         | 一年生 の時間        | 低学年 の時間        | 二年生 の時間        | 低学年 の時間        | 三年生 の時間        | 低学年 の時間        |
| 10:45-11:00                                                                         | ニュース（学校放送） | ニュース（学校放送） | ニュース（学校放送） | ニュース（学校放送） | ニュース（学校放送） | ニュース（学校放送） |
| 11:00-11:30                                                                         | 四年生 の時間        | 五年生 の時間        | 六年生 の時間        | 七年生 の時間        | 八年生 の時間        | 九年生 の時間        |
| 15:30-16:00                                                                         | 教師 の時間          | -                    | 教師 の時間          | -                    | 教師 の時間          | -                    |
| 一教科集中編成 - 1947年度2学期 社会科 - 1947年度3学期 科学 - 1948年度1学期 家庭科学 |                      |                      |                      |                      |                      |                      |

### 第2放送に移行
学校放送は急速に発展し続け、番組数と総放送時間の増加でNHKラジオ第1放送の一般番組の放送枠を圧迫するまでになった。そこで学校放送番組をNHKラジオ第2放送に移行させる計画が進められる。試験的に1950年4月から学校放送の再放送が第2放送で開始されるが、NHK局内や学校関係者から次のような反対意見が出される。
1. 学校放送が第1放送で放送されることで認知度が上がり、家庭にいる保護者も学校放送の内容を確認することができる。
2. 第2放送は第1放送より周波数が高く、第1放送より可聴範囲が狭い。第2放送は中継局を中心に未開局地域がある。

それらの不安を解消するため、学校放送番組の質的量的の充実、第2放送の未開局地域は札幌・秋田・東京・大阪・熊本の大出力局を受信することの周知徹底を実施。1953年4月、NHKラジオ第2放送への完全移行が実施された。
| 時間        | 月曜 - 金曜                                 | 土曜                                        |
| ----------- | ------------------------------------------- | ------------------------------------------- |
| 08:15-08:30 | 学校向けラジオ体操と音楽                    | 学校向けラジオ体操と音楽                    |
| 08:45-08:55 | 学校新聞                                    | 学校新聞                                    |
| 08:55-09:00 | 今日の学校放送                              | 今日の学校放送                              |
| 09:00-09:15 | 小学校の時間 ラジオ音楽教室・ラジオ国語教室 | 小学校の時間 ラジオ音楽教室・ラジオ国語教室 |
| 09:15-09:30 | 小学校の時間 ラジオ国語教室・ラジオ音楽教室 | 小学校の時間 ラジオ国語教室・ラジオ音楽教室 |
| 10:00-10:15 | 小学校の時間 低学年                         | 小学校の時間 低学年                         |
| 10:15-10:30 | 小学校の時間 中学年                         | 小学校の時間 中学年                         |
| 10:30-10:45 | 小学校の時間 高学年                         | 小学校の時間 高学年                         |
| 10:45-11:00 | 中学校の時間                                | 中学校の時間                                |
| 11:00-11:15 | 小学校の時間 低学年・中学年（再放送）       | 小学校の時間 低学年・中学年（再放送）       |
| 11:15-11:30 | 小学校の時間 高学年（再放送）               | 小学校の時間 高学年（再放送）               |
| 11:30-11:45 | 中学校の時間（再放送）                      | 中学校の時間（再放送）                      |
| 11:45-12:00 | 高等学校の時間                              | 高等学校の時間                              |
| 13:00-13:15 | 中学校の時間 ラジオ英語教室・ラジオ音楽教室 | -                                           |
| 18:30-18:45 | 家庭と学校                                  | -                                           |

## 小学校の時間

### 基礎情報
- 放送期間：1947年4月 - 2014年3月27日
- 概要：小学校向け学校放送番組枠

2014年度から、幼児向けお話でてこい以外の小学校向け放送枠に当たる9-10時台に、一般向け語学・教養番組を編成するようになったため、ラジオにおける小・中学校向け教育番組の生放送は全面的に廃止された。

### 国語
| 番組名 | 放送期間                      |
| ------ | ----------------------------- |
| 1年生  | 1953年4月16日 - 1979年3月12日 |
| 2年生  | 1953年4月17日 - 1979年3月13日 |
| 3年生  | 1953年4月18日 - 1979年3月14日 |
| 4年生  | 1953年4月13日 - 1979年3月18日 |
| 5年生  | 1953年4月14日 - 1979年3月12日 |
| 6年生  | 1953年4月15日 - 1979年3月14日 |

| 番組名         | 放送期間                     |
| -------------- | ---------------------------- |
| お話のけいこ   | 1948年度                     |
| おはなし       | 1948年度 - 1949年度          |
| ことばあそび   | 1949年度 - 1959年度          |
| お話のポスト   | 1950年度 - 1951年度          |
| お話たまてばこ | 1952年度 - 1984年度          |
| ことばの教室   | 1979年4月9日 - 2003年3月19日 |
| おはなしの旅   | 2003年4月7日 - 2013年3月29日 |

| 番組名         | 放送期間                     |
| -------------- | ---------------------------- |
| お話めぐり     | 1951年度                     |
| ラジオ図書館   | 1952年度 - 1953年度          |
| みんなのことば | 1953年度 - 1954年度          |
| みんなの図書館 | 1954年度 - 1981年度          |
| ことばの教室   | 1979年4月9日 - 2003年3月19日 |
| ラジオ図書館   | 1982年度 - 1984年度          |
| おはなしの旅   | 2003年4月7日 - 2013年3月29日 |

| 番組名         | 放送期間                     |
| -------------- | ---------------------------- |
| 昔ばなし       | 1948年度                     |
| お話世界めぐり | 1949年度                     |
| よいことば     | 1949年度                     |
| 生きたことば   | 1950年度 - 1953年度          |
| 世界名作めぐり | 1950年度                     |
| ラジオ図書館   | 1951年度 - 1984年度          |
| ことばの教室   | 1979年4月9日 - 2003年3月19日 |
| おはなしの旅   | 2003年4月7日 - 2013年3月29日 |

### 理科
| 番組名               | 放送期間            |
| -------------------- | ------------------- |
| 動物の国             | 1950年度 - 1956年度 |
| けんちゃんのたんけん | 1957年度 - 1961年度 |
| ふしぎなオルゴール   | 1962年度 - 1963年度 |

| 番組名                 | 放送期間            |
| ---------------------- | ------------------- |
| 私たちの観察           | 1952年度            |
| 三郎のかんさつノート   | 1953年度            |
| かんさつノート         | 1954年度 - 1955年度 |
| ひろがる理科室         | 1956年度 - 1959年度 |
| ユーちゃんのカレンダー | 1960年度 - 1961年度 |

| 番組名         | 放送期間            |
| -------------- | ------------------- |
| 私たちの科学   | 1948年度 - 1949年度 |
| マイク科学の旅 | 1949年度            |
| 季節だより     | 1950年度 - 1953年度 |
| 季節の理科     | 1954年度            |
| 理科のしおり   | 1955年度            |

### 社会
| 番組名               | 放送期間            |
| -------------------- | ------------------- |
| こどものこよみ       | 1952年度 - 1954年度 |
| かんちゃんのえにっき | 1956年度 - 1959年度 |
| よっちゃんのえにっき | 1960年度 - 1963年度 |

| 番組名               | 放送期間            |
| -------------------- | ------------------- |
| こどものこよみ       | 1952年度 - 1954年度 |
| かんちゃんのえにっき | 1956年度 - 1959年度 |
| はたらく人びと       | 1960年度 - 1963年度 |

| 番組名                     | 放送期間            |
| -------------------------- | ------------------- |
| 昔はどうしていたんでしょう | 1952年度            |
| わたしたちのくらし         | 1953年度 - 1955年度 |
| あの村この町               | 1956年度 - 1959年度 |
| みんなのくらし             | 1960年度 - 1971年度 |

| 番組名                     | 放送期間            |
| -------------------------- | ------------------- |
| 昔はどうしていたんでしょう | 1952年度            |
| わたしたちのくらし         | 1953年度 - 1955年度 |
| あの村この町               | 1956年度 - 1970年度 |

| 番組名               | 放送期間            |
| -------------------- | ------------------- |
| 私たちのラジオ新聞   | 1947年度 - 1952年度 |
| ラジオ新聞           | 1953年度 - 1955年度 |
| 何があったでしょうか | 1956年度 - 1959年度 |
| ラジオポスト         | 1962年度 - 1966年度 |

| 番組名       | 放送期間            |
| ------------ | ------------------- |
| 私たちの社会 | 1948年度            |
| マイクの旅   | 1949年度 - 1970年度 |

| 番組名                     | 放送期間            |
| -------------------------- | ------------------- |
| 私たちの社会               | 1948年度            |
| マイクの旅                 | 1949年度 - 1951年度 |
| 私たちのきもの             | 1950年度            |
| このごろのできごと         | 1951年度 - 1972年度 |
| 日本の歴史にあらわれた人々 | 1952年度 - 1953年度 |
| 日本のむかし               | 1954年度 - 1959年度 |
| 日本のあゆみ               | 1960年度 - 1972年度 |

### 音楽
| 番組名 | 放送期間                 |
| ------ | ------------------------ |
| 1年生  | 1953年度 - 1981年度      |
| 2年生  | 1953年度 - 1981年度      |
| 3年生  | 1953年度 - 1981年度      |
| 4年生  | 1953年度 - 1985年度      |
| 5年生  | 1953年度 - 1995年3月25日 |
| 6年生  | 1953年度 - 1995年4月1日  |

| 番組名         | 放送期間            |
| -------------- | ------------------- |
| 音楽子ども部屋 | 1948年度 - 1949年度 |
| うたのかばん   | 1950年度 - 1966年度 |

| 番組名       | 放送期間            |
| ------------ | ------------------- |
| たのしい音楽 | 1951年度 - 1967年度 |

| 番組名             | 放送期間            |
| ------------------ | ------------------- |
| 音楽の泉           | 1948年度 - 1949年度 |
| 音楽世界めぐり     | 1949年度            |
| 子どものための音楽 | 1950年度            |
| 季節の音楽         | 1951年度            |
| 音楽の世界         | 1952年度 - 1953年度 |
| 音楽の旅           | 1954年度 - 1967年度 |

### 道徳
| 番組名             | 放送期間            |
| ------------------ | ------------------- |
| 伸びる子ども       | 1948年度 - 1949年度 |
| げんきなこども     | 1949年度 - 1963年度 |
| こねこミー         | 1955年度 - 1960年度 |
| こいぬのろくちゃん | 1964年度 - 1967年度 |
| ぼくはいちろうた   | 1968年度 - 1970年度 |

| 番組名         | 放送期間            |
| -------------- | ------------------- |
| 伸びる子ども   | 1948年度 - 1949年度 |
| げんきなこども | 1949年度 - 1970年度 |

| 番組名           | 放送期間            |
| ---------------- | ------------------- |
| 仲良しクラブ     | 1951年度            |
| なかよしグループ | 1952年度 - 1970年度 |
| 行こうみんなで   | 1971年度 - 1974年度 |

| 番組名         | 放送期間            |
| -------------- | ------------------- |
| 明るい窓       | 1948年度 - 1949年度 |
| 明るい家       | 1949年度            |
| 明るい学校     | 1956年度 - 1970年度 |
| あすに向かって | 1971年度 - 1974年度 |

## 中学校の時間

### 基礎情報
- 放送期間：1947年9月4日 - 1995年3月17日
- 概要：中学校向け学校放送番組枠

### 解説
1947年9月から1948年7月までは小学校高学年の番組枠を間借りしており「七年生の時間」「八年生の時間」「九年生の時間」の番組名で放送していた。1948年9月から1951年3月まで中学校・高等学校向けの「中等高等学校の時間」として放送した後、1951年4月から独立番組枠「中学校の時間」が開始された。
学校放送の中学校向けラジオ番組で学校利用率が最も高かったのは道徳番組であり、1995年3月の中学校向けラジオ番組廃止まで放送し続けた。

### 国語
| 番組名         | 放送期間                      |
| -------------- | ----------------------------- |
| 世界の文学     | 1949年度                      |
| 文学           | 1950年度 - 1951年度           |
| 名作をたずねて | 1952年度 - 1984年度           |
| 国語           | 1955年度 - 1971年度           |
| ラジオ図書館   | 1948年度 - 1949年度           |
| ことばの研究   | 1972年4月10日 - 1976年3月19日 |
| 話しことば教室 | 1972年4月11日 - 1976年3月19日 |
| ことばの世界   | 1976年度 - 1981年度           |

### 理科
| 番組名             | 放送期間            |
| ------------------ | ------------------- |
| 海・陸・空の科学   | 1949年度            |
| 生活と住居         | 1950年度            |
| 私たちの身体       | 1951年度            |
| 私たちの生活と文化 | 1952年度            |
| 季節の科学         | 1953年度            |
| 生活の科学         | 1954年度 - 1955年度 |
| 作文風土記         | 1955年度            |
| 理科               | 1955年度 - 1959年度 |
| 科学と生活         | 1956年度 - 1956年度 |
| 科学の窓           | 1957年度 - 1959年度 |

### 社会
| 番組名               | 放送期間            |
| -------------------- | ------------------- |
| 私たちの政治         | 1948年度            |
| 世界の動き           | 1950年度 - 1971年度 |
| 世界の国々           | 1953年度            |
| 日本文化史           | 1954年度            |
| 地理                 | 1955年度 - 1969年度 |
| 歴史                 | 1955年度 - 1976年度 |
| 私たちの社会         | 1957年度            |
| 歴史にあらわれた人々 | 1958年度 - 1959年度 |
| 政治・経済・社会     | 1962年度 - 1969年度 |

### 英語
| 番組名                 | 放送期間            |
| ---------------------- | ------------------- |
| 英語                   | 1949年度 - 1951年度 |
| やさしい英語           | 1952年度            |
| ラジオ英語教室         | 1953年度 - 1971年度 |
| A Good Ear for English | 1972年度 - 1974年度 |

### 音楽
| 番組名         | 放送期間            |
| -------------- | ------------------- |
| 音楽鑑賞       | 1948年度 - 1951年度 |
| 世界名曲めぐり | 1952年度 - 1984年度 |
| ラジオ音楽教室 | 1953年度 - 1971年度 |

### 道徳
| 番組名       | 放送期間                 |
| ------------ | ------------------------ |
| 心の生活     | 1953年度                 |
| 次郎の日記   | 1954年度 - 1955年度      |
| 健三の日記   | 1956年度 - 1957年度      |
| 達夫の日記   | 1958年度 - 1959年度      |
| 正男の日記   | 1960年度 - 1963年度      |
| 青空班ノート | 1964年度 - 1995年3月16日 |

| 番組名       | 放送期間                 |
| ------------ | ------------------------ |
| 心の生活     | 1953年度                 |
| 次郎の日記   | 1954年度 - 1955年度      |
| 健三の日記   | 1956年度 - 1957年度      |
| 達夫の日記   | 1958年度 - 1959年度      |
| 正男の日記   | 1960年度 - 1963年度      |
| 青春班ノート | 1964年度 - 1995年3月16日 |
| 昭夫の日記   | 1966年度 - 1995年3月17日 |

| 番組名             | 放送期間                 |
| ------------------ | ------------------------ |
| 心の生活           | 1953年度                 |
| 次郎の日記         | 1954年度 - 1955年度      |
| 健三の日記         | 1956年度 - 1957年度      |
| 達夫の日記         | 1958年度 - 1959年度      |
| わたしたちは考える | 1960年度 - 1995年3月13日 |

### その他
| 番組名       | 放送期間                     |
| ------------ | ---------------------------- |
| 社会と職業   | 1955年度 - 1956年度          |
| 職業・家庭科 | 1957年度 - 1959年度          |
| 技術と生活   | 1971年4月8日 - 1975年3月14日 |

| 番組名           | 放送期間            |
| ---------------- | ------------------- |
| 新しい学校       | 1948年度 - 1949年度 |
| レクリエーション | 1948年度 - 1949年度 |
| 私とは何か       | 1948年度 - 1950年度 |
| 学級の話題       | 1961年度 - 1981年度 |

| 番組名                   | 放送期間                     |
| ------------------------ | ---------------------------- |
| 中学生のおさらい         | 1954年度 - 1961年度          |
| 中学生の勉強室           | 1962年度 - 1989年度          |
| 中学生実力養成講座       | 1990年度 - 1992年4月5日      |
| 中学生実力アップセミナー | 1992年9月28日 - 1993年4月2日 |

## ラジオクラブ
『（夏・冬・春）のラジオクラブ』は1950年7月から2014年3月まで、学校の夏・冬・春休み期間中にNHKラジオ第2で放送されていたラジオ番組。
対象番組枠は幼稚園・保育所の時間、小学校の時間、中学校の時間、高等学校の時間、教師の時間。
学校放送の集中再放送のほかに、通常番組の夏休み特別編（『かんちゃんのえにっき』→『かんちゃんの夏休み』、『健三の日記』→『健三の夏休み』など）も放送していた。

## ひる休みのおくりもの

### 基礎情報
- 放送期間：1955年7月4日 - 1982年4月3日
- 放送局：NHKラジオ第2放送
- 放送時間
  - 1955年度 - 1956年度：月 - 土曜12:10-12:30
  - 1957年度 - 1968年度：月 - 土曜12:10-12:25
  - 1969年度 - 1973年度：月 - 土曜12:45-13:00
  - 1974年度 - 1981年度：月 - 土曜12:50-13:00

### 概要
小中学校の昼食時に音楽を流し休憩時間に楽しく過ごしてもらうためのラジオ番組。NHK全国学校音楽コンクールの課題曲指導や全日本学校関係緑化コンクールの入選作文などを紹介した。

## PTAの時間

### 基礎情報
- 放送局：NHKラジオ第1放送

| 番組名      | 期間                  | 放送時間            |
| ----------- | --------------------- | ------------------- |
| PTAの時間   | 1949年9月 - 1951年3月 | 曜・木曜15:30-16:00 |
| PTAの時間   | 1952年9月 - 1952年9月 | 火・木曜14:00-14:15 |
| 私たちのPTA | 1952年9月 - 1953年3月 | 曜・木曜14:00-14:15 |

### 概要
番組内容は保護者と専門家の座談会や対談。1950年度は「虎の門小学校PTA」という架空のPTAを舞台にしたドラマを通して正しいPTAの在り方を紹介した。その他「ラジオPTA新聞」「地方PTAだより」などの企画を放送。
1952年9月、『私たちのPTA』に改題。1953年4月から『教師の時間』と統合され『家庭と学校』に改題して、NHKラジオ第2放送へ移行。

## 家庭と学校

### 基礎情報
- 放送期間：1953年4月 - 1959年3月
- 放送局：NHKラジオ第2放送

| 期間                    | 放送時間                        |
| ----------------------- | ------------------------------- |
| 1953年04月 - 1953年10月 | 平日18:30-18:45                 |
| 1953年11月 - 1954年10月 | 平日21:00-21:15                 |
| 1954年11月 - 1955年03月 | 日曜10:00-10:30                 |
| 1955年04月 - 1956年03月 | 土曜23:00-23:30 日曜08:30-09:00 |
| 1956年04月 - 1957年03月 | 日曜08:30-09:00                 |
| 1957年04月 - 1957年10月 | 土曜18:30-19:00                 |
| 1957年11月 - 1959年03月 | 日曜08:30-09:00                 |

### 概要
1953年3月までの放送されていた『教師の時間』と『私たちのPTA』を統合して改題した教員と保護者向け番組。後継番組は『教育相談室』。

### 内容
- やさしい教育学
保護者の興味のある問題を選び、専門家の解説を放送した。

| テーマ           | 解説者     |
| ---------------- | ---------- |
| 生活綴方の話     | 国分一太郎 |
| 中国の子供と学校 | 斎藤秋男   |
| これからの社会科 | 梅根悟     |
| 子供と絵画       | 北川民次   |
| 教科書問題       | 梅根悟     |
| 作文教育         | 滑川道夫   |
- 子供の世界
子どもの心理的・生理的事象をドラマ形式で紹介。
監修は木田文夫、望月衛、乾孝、戸川行男、滑川道夫、村岡花子。
- 子供によい音楽を
家庭での音楽教育を取り上げ、解説した。
- PTAの話題
PTAの運営面での問題と解決方法を具体的に解説した。
- 教育界の動き
教育界の時事問題を解説した。
- 季節のしつけ
季節に応じた子供の望ましいしつけを解説した。
- 学校めぐり
全国の学校の独特な教育方法を取り上げた。
- 教育だより

## 教育相談室
基礎情報
- 放送期間：1956年4月 - 1962年4月1日
- 放送局：NHKラジオ第2放送

| 期間                    | 放送時間        |
| ----------------------- | --------------- |
| 1956年04月 - 1956年10月 | 金曜19:00-19:30 |
| 1956年11月 - 1957年03月 | 土曜20:05-20:30 |
| 1957年04月 - 1959年03月 | 金曜19:00-19:30 |
| 1959年04月 - 1960年03月 | 日曜08:00-09:00 |
| 1960年04月 - 1962年04月 | 日曜08:00-08:30 |
概要
保護者と教員向けに子供の教育について考えてもらう番組。生活指導・学力指導・保健衛生・教育環境などの問題を扱った。後継番組は『教育時評』。

## 勉強のさせ方
基礎情報
- 放送期間：1956年11月 - 1962年3月30日
- 放送局：NHKラジオ第2放送

| 期間                    | 放送時間        |
| ----------------------- | --------------- |
| 1956年11月 - 1957年10月 | 平日16:00-16:30 |
| 1957年11月 - 1961年03月 | 平日17:00-17:30 |
| 1961年04月 - 1962年03月 | 金曜17:00-18:00 |
概要
小中学生の子供の保護者を対象に学習指導のあり方を紹介する番組。

## 教育時評
基礎情報
- 放送期間：1962年4月8日 - 1967年4月1日
- 放送局：NHKラジオ第2放送
- 放送時間
  - 1962年4月 - 1963年3月 日曜08:00-08:30
  - 1963年4月 - 1965年3月 日曜09:30-10:00
  - 1965年4月 - 1966年3月 日曜07:30-08:00
  - 1966年4月 - 1967年4月 日曜09:30-10:00

概要
教育界の話題をいろいろな角度から解説・評論する番組。後継番組は『教育界の話題』。

## 放送教育相談室
基礎情報
- 放送期間：1964年4月12日 - 1982年4月4日
- 放送局：NHKラジオ第2放送
- 放送時間
  - 1964年度 - 1977年度 日曜09:00-09:15
  - 1978年度 - 1981年度 日曜08:55-09:10

概要
学校教師に向けて学校放送の活用方法を紹介する番組。

## 教育界の話題
基礎情報
- 放送期間：1967年4月8日 - 1968年3月31日
- 放送局：NHKラジオ第2放送
- 放送時間：日曜09:30-10:00

概要
教育界の話題をいろいろな角度から解説・評論する番組。後継番組は『教師の時間』。